# 维克托·伊万诺维奇·索博列夫
维克托·伊万诺维奇·索博列夫（羅馬化：Viktor Ivanovich Sobolev；1950年2月23日—）是俄罗斯政治、军事人物，第八届国家杜马代表。

## 军事生涯
从巴库高等联合兵种指挥学校毕业后，索博列夫被分配到喀尔巴阡军区切尔诺夫策服役。1981年，从伏龙芝军事学院毕业后，他在远东军区服役。后来索博列夫被任命为第129近卫步兵师师长。
2000年，他被调往西伯利亚军区，任第41集团军副军长。2003年，他任第58合成集团军司令。
2006年，索博列夫被任命为印度首席军事顾问。

## 政治生涯
2011年，他加入俄罗斯联邦共产党。2021年9月，他当选第八届国家杜马代表。

### 制裁
2022年，索博列夫因俄乌战争而受到英国政府制裁。